# Wsewolod Michailowitsch Garschin

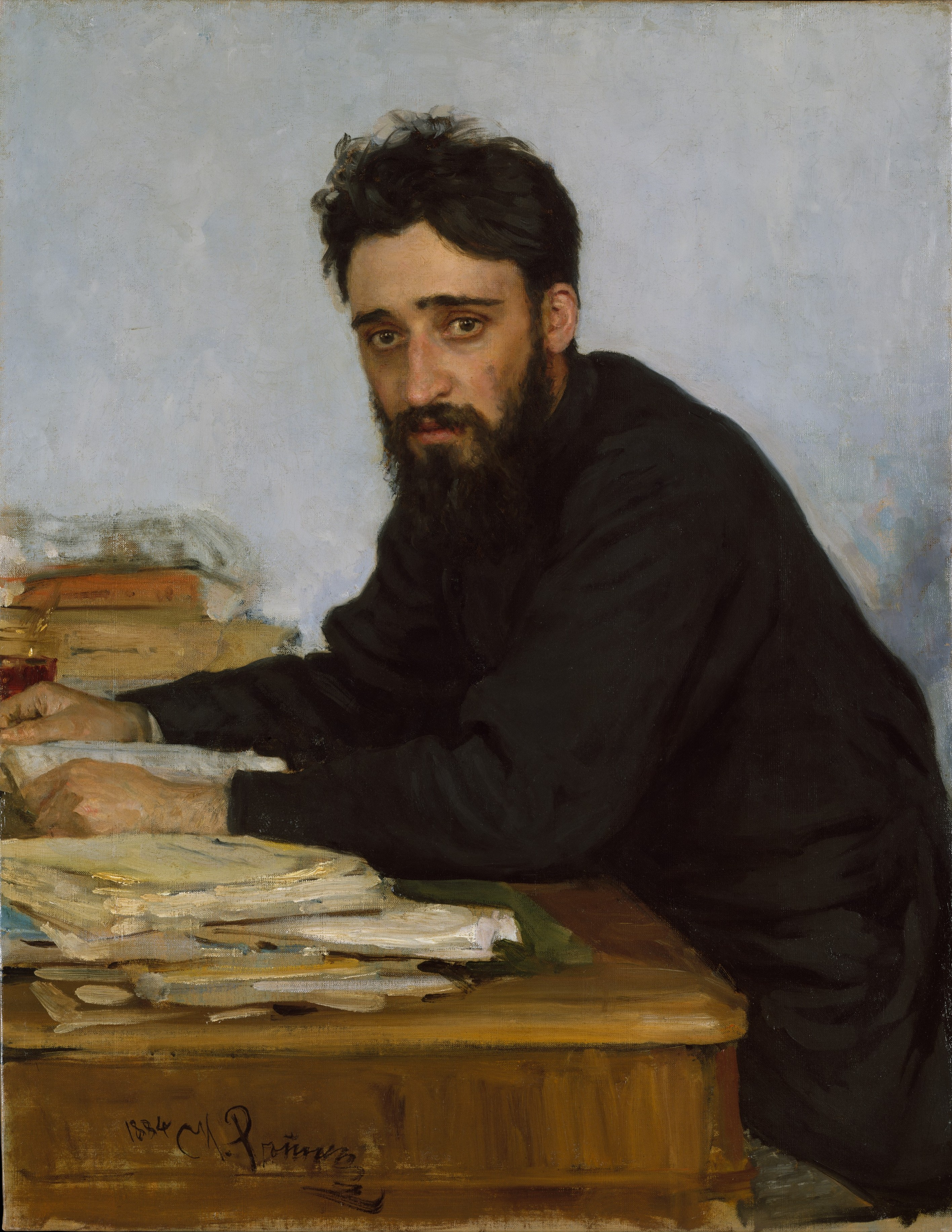
Wsewolod Michailowitsch Garschin

Wsewolod Michailowitsch Garschin (russisch Всеволод Михайлович Гаршин, wiss. Transliteration Vsevolod Michajlovič Garšin; * 2. Februarjul. / 14. Februar 1855greg. in Prijatnaja Dolina im Gouvernement Jekaterinoslaw, Russisches Kaiserreich; † 24. Märzjul. / 5. April 1888greg. in Sankt Petersburg) war ein russischer Schriftsteller des 19. Jahrhunderts.

## Leben
Garschin war der Sohn eines Offiziers und einer Gutsbesitzertochter. Seine Vorfahren entstammten tatarischem Adel. Die Ehe der Eltern scheiterte und seine Mutter zog mit dem Knaben 1863 nach Sankt Petersburg. Von 1864 bis 1874 besuchte er hier das Realgymnasium.
Als Absolvent eines Realgymnasiums konnte Garschin allerdings nicht nach seinen Neigungen, nämlich geisteswissenschaftliche Fächer, studieren, sondern nahm 1874 ein Studium an der Bergakademie auf, das er 1877 abbrach, um als Freiwilliger am Russisch-Türkischen Krieg von 1877/1878 teilzunehmen. Er nahm nach seiner Entlassung aus dem Militär sein Studium nicht mehr auf.
Garschin heiratete Nadeschda Michailowna, eine Ärztin, und nahm die Stellung eines Sekretärs bei der Eisenbahnverwaltung an. Zwar publizierte er seit 1876, aber er konnte von den Erträgen nicht leben.

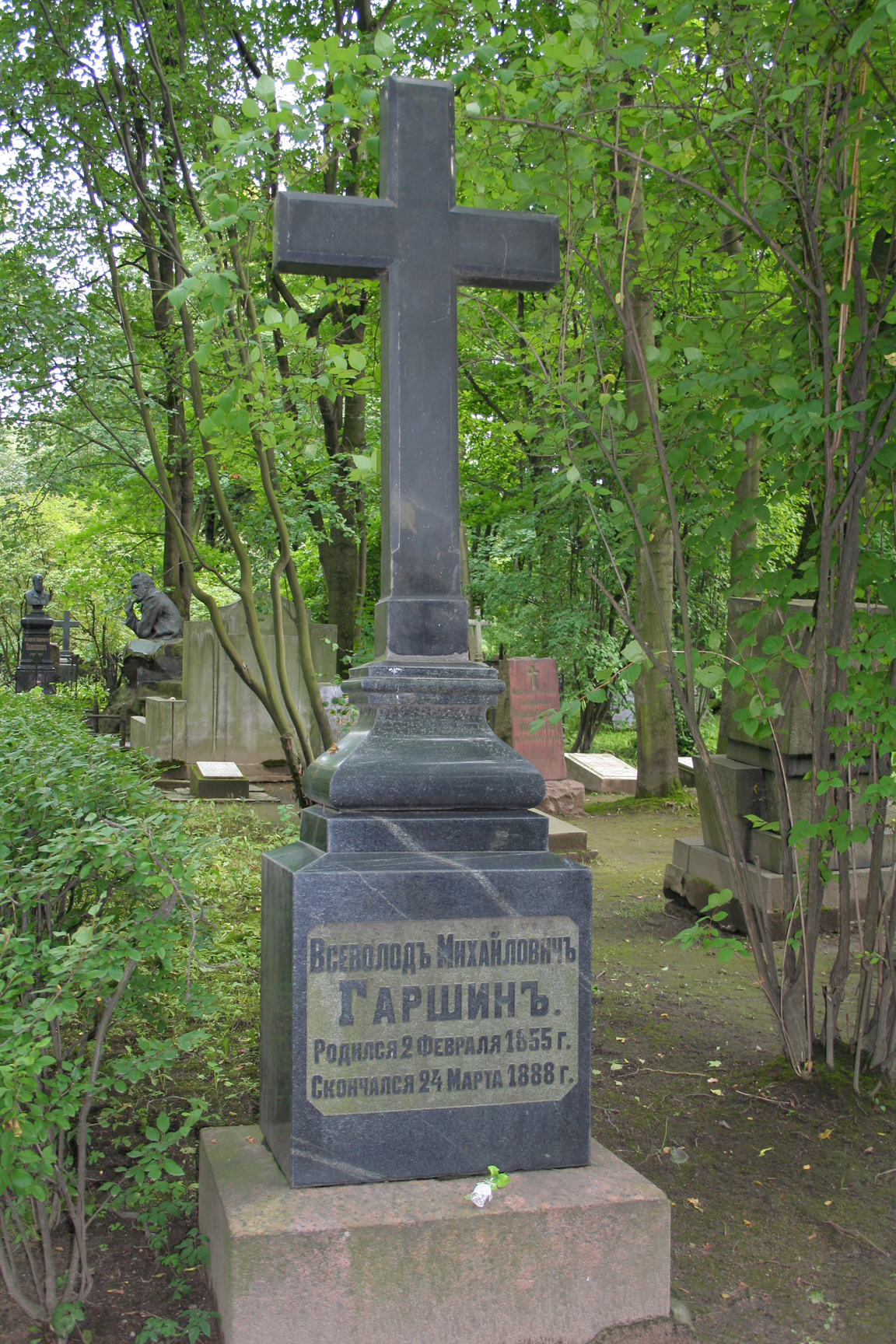
Garschins Grab auf dem Wolkowo-Friedhof

Seine psychische Verfassung, die besonders durch die Erlebnisse im Kriege schwer erschüttert wurde, wurde in den 80er Jahren immer bedenklicher. Schwermut und Melancholie, verbunden mit Schlaf- und Appetitlosigkeit, wie auch heftiger Reizbarkeit und anhaltenden Weinkrämpfen, quälten ihn immer häufiger. Einen Auslöser fanden sie oft in Repressalien, die ihm geistig und politisch nahestehende Intellektuelle erfuhren. Hierfür gab es in der repressiven Regierungszeit des Zaren Alexander III. häufigen Anlass.
Für Ilja Repins Gemälde Iwan der Schreckliche und sein Sohn stand Garschin 1883 Modell für den jungen Iwan.
Am 31. März 1888 stürzte sich Garschin in einem Zustand tiefster Depression in seiner St. Petersburger Wohnung in den Treppenschacht. Am 5. April 1888 erlag er seinen Verletzungen.
Eine Nichte Garschins war die Kunsthistorikerin Natalja Garschina-Engelhardt.

## Werk
Garschin gilt, was seine bevorzugte Literaturgattung angeht, als Vorläufer von Anton Tschechow, der sich über ihn in höchster Bewunderung geäußert hatte. Mit Garschins Erzählungen fand sich in der russischen Literatur eine meisterhaft zelebrierte Prosagattung ein, die dankbar von Autoren wie Tschechow, Gorki und anderen aufgegriffen und fortgesetzt wurde.

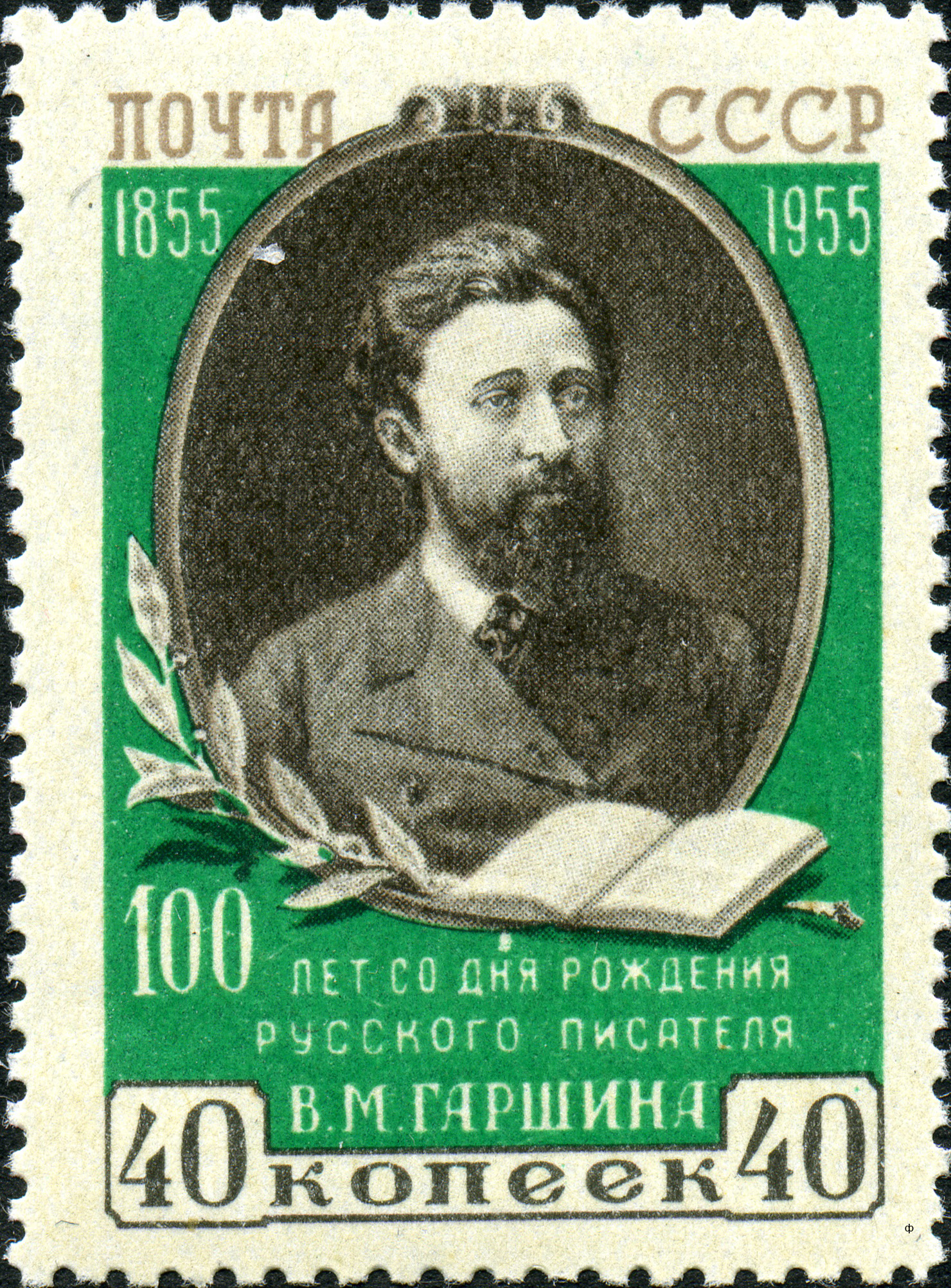
40 Kopeken-Sondermarke der Post der UdSSR zum 100. Geburtstag (1955)

Berühmt wurde Garschin durch seine Kriegserzählungen (Der Zyklus Die Menschen und der Krieg, bestehend aus Vier Tage (1877), Das Gefecht bei Ajaslar (1877), Ein sehr kurzer Roman (1878), Der Feigling (1879), Der Bursche und der Offizier (1880) und Aus den Erinnerungen des Gemeinen Iwanow (1883).), denen seine Erlebnisse aus dem Russisch-Türkischen Krieg zugrunde lagen. Die schonungslose, in objektiv berichtendem Stil abgefasste Darstellung seines bitteren Erlebens, sowie die Darstellung der Ohnmacht des Einzelnen gegen brutale und autoritäre Gewalten, lässt dieses Werk als eine große Anklage gegen Krieg und Völkermord erscheinen und ist ein Klassiker der Antikriegsliteratur.

## Ehrungen
Die sowjetische Post gab 1955 anlässlich des 100. Geburtstages Garschins eine Sondermarke heraus.

## Übersetzungen ins Deutsche
- W. Garschin, Pessimistische Erzählungen – P. Kruschewan,  Sie ging nicht zugrunde. Aus dem Russischen übersetzt von W. Henckel, Bassermann, München 1887
- W. Garschin: Attalea Princeps und andere Novellen. Aus dem Russischen übersetzt von Michael Feofanoff, Insel Verlag, Leipzig 1903
- W. Garschin: ...alle Bitternis der Welt. Die Erzählungen. Aus dem Russischen übersetzt von Valerian Tornius, Dieterich, Leipzig 1956 (Sammlung Dieterich. Band 177) enthält:
  - Vier Tage (Четыре дня, 1877)
  - Das Gefecht bei Ajaslar (Аясларское дело, 1877)
  - Ein sehr kurzer Roman (Очень коротенький роман, 1878)
  - Eine Begebenheit (Происшествие, 1878)
  - Der Feigling (Трус, 1879)
  - Eine Begegnung (Встреча, 1879)
  - Künstler (Художники, 1879)
  - Der Bursche und der Offizier (Денщик и офицер, 1880)
  - Eine Nacht (Ночь, 1880)
  - Die Bären (Медведи, 1883)
  - Aus den Erinnerungen des Gemeinen Iwanow (Из воспоминаний рядового Иванова, 1882)
  - Die rote Blume (Красный цветок, 1883)
  - Nadeschda Nikolajewna (Надежда Николаевна, 1885)
  - Das Signal (Сигнал, 1887)
  - Attalea princeps[A 1] (1880)
  - Das, was nie war (То, чего не было, 1882)
  - Das Märchen von der Kröte und der Rose (Сказка о жабе и розе, 1884)
  - Die Sage vom stolzen Aggäus (Сказание о гордом Аггее, 1886)
  - Fröschlein auf Reisen (Лягушка-путешественница, 1887)
  - Drei Gedichte in Prosa (Стихотворения в прозе)
- W. Garschin: Die rote Blume (und andere Erzählungen). Aus dem Russischen übersetzt von B.W. Loewenberg, Hans Loose u. Eva Maria Pietsch, Reclam-Verlag, Leipzig 1967 (RUB 319)
- W. Garschin: Attalea Princeps. Erzählungen. Aus dem Russischen übersetzt von Valerian Tornius, Insel Verlag, Leipzig 1988 (Insel-Bücherei Nr. 639/2)

## Anmerkung
1. ↑  Attalea princeps bezeichnet eine Art der Palmengattung Attalea.

| Personendaten    | Personendaten                          |
| ---------------- | -------------------------------------- |
| NAME             | Garschin, Wsewolod Michailowitsch      |
| ALTERNATIVNAMEN  | Гаршин, Всеволод Михайлович (russisch) |
| KURZBESCHREIBUNG | russischer Schriftsteller              |
| GEBURTSDATUM     | 14. Februar 1855                       |
| GEBURTSORT       | Prijatnaja Dolina                      |
| STERBEDATUM      | 5. April 1888                          |
| STERBEORT        | Sankt Petersburg                       |